# Santa María de la Paz (kommun)
Santa María de la Paz är en kommun i Mexiko.   Den ligger i delstaten Zacatecas, i den centrala delen av landet, 500 km nordväst om huvudstaden Mexico City. Antalet invånare är 2 814. Arean är 277 kvadratkilometer.
Terrängen i Santa María de la Paz är kuperad.
Följande samhällen finns i Santa María de la Paz:
- Santa María de la Paz
- Mesa Grande
- Colonia Santa María
- Los Trigos
- El Picacho